# Matelea magdalenica
Matelea magdalenica är en oleanderväxtart som beskrevs av G. Morillo. Matelea magdalenica ingår i släktet Matelea och familjen oleanderväxter. Inga underarter finns listade i Catalogue of Life.